# A Zalaegerszegi TE FC 2022–2023-as szezonja
A Zalaegerszegi TE FC a 2022–2023-as szezonban az NB1-ben indul, miután a 2021–2022-es NB1-es szezonban nyolcadik helyen zárta a bajnokságot.
A MOL Magyar Kupa főtáblájára a 3. körben csatlakoznak be, ahol a harmadosztályú Kaposvári Rákóczival játszottak, és 0–2-es eredménnyel jutottak a következő körbe, ahol a másodosztályú Kazincbarcikával játszottak szintén 0–2-t. A következő körben a szintén másodosztályú Békéscsabával játszottak ismét 0–2-es meccset. A negyeddöntőben az NB I-ben szereplő Mezőkövesd ellen nyertek 1–4 arányban. Az elődöntőben hazai pályán hosszabbítás után verték a Puskás Akadémia csapatát.
A Puskás Arénában tartott döntőben több mint 24 ezer néző előtt győztek 2–0-ás arányban a Budafok ellen.
A bajnokságot 10 győzelemmel, 9 döntetlennel, 14 vereséggel és 39 szerzett ponttal a 9. helyen zárták.

## Változások a csapat keretében
A vastaggal jelzett játékosok felnőtt válogatottsággal rendelkeznek.

### Érkezők
| Dátum             | Név                  | Nemzet    | Poszt       | Kor | Honnan                | Szerződés megnevezése      | Átigazolási időszak | Szerződés vége    | Átigazolás összege | Forrás |
| ----------------- | -------------------- | --------- | ----------- | --- | --------------------- | -------------------------- | ------------------- | ----------------- | ------------------ | ------ |
| 2022. június 7.   | Májer Milán          | magyar    | csatár      | 22  | Budapest Honvéd       | átigazolás                 | 2022. évi nyári     | 2024 + 1 év opció | ingyen             | [ 4 ]  |
| 2022. június 9.   | Olekszandr Szafronov | ukrán     | hátvéd      | 22  | Nafta Lendva          | átigazolás                 | 2022. évi nyári     | 2024 + 1 év opció | ingyen             | [ 5 ]  |
| 2022. június 16.  | Huszti András        | magyar    | hátvéd      | 21  | Puskás Akadémia FC    | kölcsön után végleg        | 2022. évi nyári     | 2025 + 1 év opció | ingyen             | [ 6 ]  |
| 2022. június 16.  | Mim Gergely          | magyar    | csatár      | 23  | Puskás Akadémia FC    | kölcsönbe, vételi opcióval | 2022. évi nyári     | 2023              | –                  | [ 7 ]  |
| 2022. június 21.  | Klausz Milán         | magyar    | csatár      | 17  | Győri ETO U19         | átigazolás                 | 2022. évi nyári     | Nem publikus      | ingyen             | [ 8 ]  |
| 2022. június 28.  | Christy Manzinga     | kongói DK | csatár      | 27  | Linfield FC           | átigazolás                 | 2022. évi nyári     | 2025              | ingyen             | [ 9 ]  |
| 2022. június 29.  | Boros Zsombor        | magyar    | középpályás | 17  | Vasas Kubala Akadémia | átigazolás                 | 2022. évi nyári     | Nem publikus      | Nem publikus       | [ 10 ] |
| 2022. június 30.  | Gergely Botond       | román     | hátvéd      | 19  | FK Csíkszereda        | átigazolás                 | 2022. évi nyári     | 2026 + 1 év opció | Nem publikus       | [ 11 ] |
| 2022. július 1.   | Murár András         | magyar    | csatár      | 17  | Szeged-Csanád GA      | átigazolás                 | 2022. évi nyári     | Nem publikus      | Nem publikus       | [ 12 ] |
| 2022. július 1.   | Szendrei Norbert     | magyar    | középpályás | 22  | MOL Fehérvár FC       | átigazolás                 | 2022. évi nyári     | 2026              | Nem publikus       | [ 13 ] |
| 2022. július 4.   | Csóka Dániel         | magyar    | hátvéd      | 22  | AFC Wimbledon         | átigazolás                 | 2022. évi nyári     | 2025              | Nem publikus       | [ 14 ] |
| 2022. július 14.  | Diego Carioca        | brazil    | csatár      | 24  | Kolos Kovalivka       | kölcsönbe, vételi opcióval | 2022. évi nyári     | 2023              | –                  | [ 15 ] |
| 2022. július 14.  | Eduvie Ikoba         | amerikai  | csatár      | 24  | klub nélküli          | átigazolás                 | 2022. évi nyári     | Nem publikus      | ingyen             | [ 16 ] |
| 2023. február 3.  | Török Kevin          | magyar    | középpályás | 20  | Budapest Honvéd II    | átigazolás                 | 2023. évi téli      | Nem publikus      | Nem publikus       | [ 17 ] |
| 2023. február 3.  | Balabás Bence        | magyar    | középpályás | 16  | FK Austria Wien U19   | átigazolás                 | 2023. évi téli      | Nem publikus      | ingyen             | [ 18 ] |
| 2023. február 17. | Tullner Péter        | magyar    | hátvéd      | 18  | Győri ETO II          | átigazolás                 | 2023. évi téli      | Nem publikus      | Nem publikus       | [ 19 ] |
| 2023. február 20. | Eros Grezda          | albán     | csatár      | 27  | klub nélküli          | átigazolás                 | 2023. évi téli      | 2023 + 1 év opció | ingyen             | [ 20 ] |

### Kölcsönből visszatérők
| Dátum            | Név             | Nemzet | Poszt       | Kor | Honnan          | Átigazolási időszak | Szerződés vége | Forrás |
| ---------------- | --------------- | ------ | ----------- | --- | --------------- | ------------------- | -------------- | ------ |
| 2022. június 14. | Németh Erik     | magyar | hátvéd      | 22  | Nafta Lendva    | 2022. évi nyári     | 2025           | [ 21 ] |
| 2022. június 14. | Kovács Barnabás | magyar | középpályás | 19  | Tiszakécskei LC | 2022. évi nyári     | 2025           | [ 21 ] |
| 2022. június 14. | Szabó Bence     | magyar | középpályás | 24  | Nafta Lendva    | 2022. évi nyári     | 2023           | [ 21 ] |
| 2022. június 14. | Németh Dániel   | magyar | csatár      | 18  | Nafta Lendva    | 2022. évi nyári     | 2025           | [ 21 ] |

### Utánpótlásból felkerültek
| Név          | Nemzet | Poszt       | Kor | Szerződés vége |
| ------------ | ------ | ----------- | --- | -------------- |
| Németh Ervin | magyar | kapus       | 19  | Nem publikus   |
| Papp Csongor | magyar | középpályás | 17  | 2024           |

### Távozók
| Dátum               | Név                 | Nemzet        | Poszt       | Kor | Hova                 | Szerződés megnevezése | Átigazolási időszak | Szerződés vége | Átigazolás összege | Forrás |
| ------------------- | ------------------- | ------------- | ----------- | --- | -------------------- | --------------------- | ------------------- | -------------- | ------------------ | ------ |
| 2022. június 9.     | Bobál Dávid         | magyar        | hátvéd      | 26  | Mezőkövesd Zsóry FC  | lejárt a szerződése   | 2022. évi nyári     | Nem publikus   | ingyen             | [ 22 ] |
| 2022. június 14.    | Majnovics Martin    | magyar        | hátvéd      | 21  | klub nélküli         | szerződést bontottak  | 2022. évi nyári     | –              | –                  | [ 21 ] |
| 2022. június 14.    | Mihael Rebernik     | horvát        | hátvéd      | 25  | Nafta Lendva         | kölcsönből vissza     | 2022. évi nyári     | 2023           | –                  | [ 21 ] |
| 2022. június 14.    | Josip Špoljarić     | horvát        | középpályás | 25  | NK Osijek            | kölcsönből vissza     | 2022. évi nyári     | 2023           | –                  | [ 21 ] |
| 2022. június 14.    | Posztobányi Patrik  | magyar        | középpályás | 19  | Puskás Akadémia FC   | kölcsönből vissza     | 2022. évi nyári     | 2024           | –                  | [ 21 ] |
| 2022. június 14.    | Zsóri Dániel        | magyar        | csatár      | 21  | MOL Fehérvár FC      | kölcsönből vissza     | 2022. évi nyári     | Nem publikus   | –                  | [ 21 ] |
| 2022. június 14.    | Šime Gržan          | horvát        | csatár      | 28  | NK Osijek            | kölcsönből vissza     | 2022. évi nyári     | 2024           | –                  | [ 21 ] |
| 2022. június 14.    | Liviu Antal         | román         | csatár      | 33  | Szombathelyi Haladás | kölcsönből vissza     | 2022. évi nyári     | 2023           | –                  | [ 21 ] |
| 2022. június 14.    | Halmai Ádám         | magyar        | csatár      | 20  | MOL Fehérvár FC      | kölcsönből vissza     | 2022. évi nyári     | Nem publikus   | –                  | [ 21 ] |
| 2022. június 14.    | Zimonyi Dávid       | magyar        | csatár      | 24  | Vasas FC             | kölcsön után végleg   | 2022. évi nyári     | Nem publikus   | Nem publikus       | [ 23 ] |
| 2022. június 18.    | Emir Halilović      | bosnyák       | középpályás | 32  | FK Velež Mostar      | szerződést bontottak  | 2022. évi nyári     | Nem publikus   | ingyen             | [ 24 ] |
| 2022. július 1.     | Murár András        | magyar        | csatár      | 17  | Nafta Lendva U19     | kölcsön               | 2022. évi nyári     | 2023           | –                  | [ 12 ] |
| 2022. július 1.     | Nikola Szerafimov   | észak-macedón | hátvéd      | 22  | MOL Fehérvár FC      | átigazolás            | 2022. évi nyári     | 2025           | Nem publikus       | [ 25 ] |
| 2022. július 1.     | Papp László         | magyar        | csatár      | 21  | Nafta Lendva         | kölcsön               | 2022. évi nyári     | 2023           | –                  | [ 26 ] |
| 2022. július 1.     | Fehér Barnabás      | magyar        | csatár      | 20  | Nafta Lendva         | kölcsön               | 2022. évi nyári     | 2023           | –                  | [ 26 ] |
| 2022. július 1.     | Szabó Bence         | magyar        | középpályás | 24  | Nafta Lendva         | átigazolás            | 2022. évi nyári     | Nem publikus   | ingyen             | [ 26 ] |
| 2022. július 21.    | Köcse Bence         | magyar        | kapus       | 20  | Kelen SC             | átigazolás            | 2022. évi nyári     | Nem publikus   | ingyen             | [ 27 ] |
| 2022. július 27.    | Németh Erik         | magyar        | hátvéd      | 22  | Szentlőrinc SE       | kölcsön               | 2022. évi nyári     | 2023           | –                  | [ 28 ] |
| 2022. szeptember 1. | Daniel Milovanovikj | észak-macedón | csatár      | 24  | Tikves Kavadarci     | kölcsönbe             | 2022. évi nyári     | 2023           | –                  | [ 29 ] |
| 2023. január 14.    | Németh Erik         | magyar        | hátvéd      | 22  | Soroksár SC          | átigazolás            | 2023. évi téli      | Nem publikus   | Nem publikus       | [ 30 ] |
| 2023. február 3.    | Török Kevin         | magyar        | középpályás | 20  | Szentlőrinc SE       | kölcsön               | 2023. évi téli      | 2023           | –                  | [ 17 ] |
| 2023. február 8.    | Májer Milán         | magyar        | csatár      | 23  | Kecskeméti TE        | átigazolás            | 2023. évi téli      | 2024           | Nem publikus       | [ 31 ] |
| 2023. február 17.   | Gergely Botond      | román         | hátvéd      | 20  | Nafta Lendva         | kölcsön               | 2023. évi téli      | 2023           | –                  | [ 19 ] |
| 2023. február 17.   | Boros Zsombor       | magyar        | középpályás | 18  | Nafta Lendva         | kölcsön               | 2023. évi téli      | 2023           | –                  | [ 19 ] |
| 2023. március 20.   | Christy Manzinga    | kongói DK     | csatár      | 28  | Szongnam FC          | átigazolás            | 2023. évi téli      | Nem publikus   | Nem publikus       | [ 32 ] |

### Új szerződések
| Név             | Nemzet   | Poszt       | Kor | Szerződés vége |
| --------------- | -------- | ----------- | --- | -------------- |
| Eduvie Ikoba    | amerikai | csatár      | 25  | 2025           |
| Gergényi Bence  | magyar   | hátvéd      | 24  | 2025           |
| Szalay Szabolcs | magyar   | csatár      | 21  | 2026           |
| Tajti Mátyás    | magyar   | középpályás | 24  | 2025           |

## Vezetőedző-váltások
| Távozott vezetőedző | Távozott vezetőedző | A távozás indoka               | A távozás ideje   | Helyezés a tabellán | Érkezett vezetőedző | Érkezett vezetőedző | A kinevezés ideje | Forrás        |
| ------------------- | ------------------- | ------------------------------ | ----------------- | ------------------- | ------------------- | ------------------- | ----------------- | ------------- |
| Molnár Balázs       | Molnár Balázs       | Lejárt a megbízása             | 2022. május 26.   | szezon előtt        | Ricardo Moniz       | Ricardo Moniz       | 2022. május 26.   | [ 33 ]        |
| Ricardo Moniz       | Ricardo Moniz       | Szerződést bontott vele a klub | 2023. április 24. | 9. hely             | Boér Gábor          | Boér Gábor          | 2023. április 24. | [ 34 ] [ 35 ] |

## Játékoskeret
Utolsó módosítás: 2023. május 30.
A vastaggal jelzett játékosok felnőtt válogatottsággal rendelkeznek.
A dőlttel jelzett játékosok kölcsönben szerepelnek a klubnál.
*A második csapatban is pályára lépő játékos.
Az érték oszlopban szereplő , , és = jelek azt mutatják, hogy a Transfermarkt legutóbbi adatfrissítése előtti állapothoz képest mennyit  nőtt, csökkent a játékos értéke, vagy ha nem változott, akkor azt az = jel mutatja.
| Mezszám                | Név                  | Nemzetiség    | Születési hely     | Születési idő (kor)           | Korábbi csapat           | Érték(€)           | Szerződés lejárta |
| Kapusok                | Kapusok              | Kapusok       | Kapusok            | Kapusok                       | Kapusok                  | Kapusok            | Kapusok           |
| ---------------------- | -------------------- | ------------- | ------------------ | ----------------------------- | ------------------------ | ------------------ | ----------------- |
| 1                      | Demjén Patrik        | magyar        | Esztergom          | 1998. március 22. (27 éves)   | MTK Budapest FC          | 450 000 (=)        | 2024.06.30.       |
| 22                     | Németh Ervin*        | magyar        | Zalaegerszeg       | 2003. július 5. (22 éves)     | Utánpótlásból került fel | 25 000 (=)         | Nem publikus      |
| 95                     | Gyurján Márton       | magyar        | Nyíregyháza        | 1995. január 1. (30 éves)     | Szombathelyi Haladás     | 175 000 (=)        | 2024.06.30.       |
| Védők                  |                      |               |                    |                               |                          |                    |                   |
| 3                      | Kálnoki-Kis Dávid    | magyar        | Budapest           | 1991. augusztus 6. (33 éves)  | Budapest Honvéd FC       | 300 000 (=)        | 2023.06.30.       |
| 4                      | Zoran Lesjak         | horvát        | Csáktornya         | 1988. február 1. (37 éves)    | NK Osijek                | 100 000 ( 100 000) | 2023.06.30.       |
| 17                     | Huszti András        | magyar        | Pécs               | 2001. január 29. (24 éves)    | Puskás Akadémia FC       | 300 000 ( 150 000) | 2025.06.30.       |
| 21                     | Csóka Dániel         | magyar        | Zalaegerszeg       | 2000. április 4. (25 éves)    | AFC Wimbledon            | 300 000 ( 125 000) | 2025.06.30.       |
| 33                     | Olekszandr Szafronov | ukrán         | Zaporizzsja        | 1999. június 11. (26 éves)    | NK Nafta Lendava         | 250 000 (=)        | 2024.06.30.       |
| 37                     | Mocsi Attila         | magyar        | Lakszakállas       | 2000. május 2. (25 éves)      | Szombathelyi Haladás     | 750 000 ( 150 000) | 2025.06.30.       |
| 44                     | Gergényi Bence       | magyar        | Budapest           | 1998. március 16. (27 éves)   | Budapest Honvéd FC       | 400 000 ( 50 000)  | 2025.06.30.       |
| Középpályások          |                      |               |                    |                               |                          |                    |                   |
| 10                     | Tajti Mátyás         | magyar        | Budapest           | 1998. június 2. (27 éves)     | Zagłębie Lubin           | 400 000 (=)        | 2025.06.30.       |
| 11                     | Szendrei Norbert     | magyar        | Nyíregyháza        | 2000. március 27. (25 éves)   | MOL Fehérvár FC          | 300 000 ( 50 000)  | 2026.06.30.       |
| 14                     | Kovács Barnabás      | magyar        | Dunaújváros        | 2002. november 14. (22 éves)  | Dunaújváros PASE         | 175 000 ( 25 000)  | 2025.06.30.       |
| 18                     | Bojan Sankovic       | MNE · horvát  | Knin               | 1993. november 21. (31 éves)  | Jertisz Pavlodar FK      | 350 000 ( 25 000)  | 2025.06.30.       |
| 27                     | Bedi Bence           | magyar        | Nagykanizsa        | 1996. november 14. (28 éves)  | Utánpótlásból került fel | 325 000 ( 75 000)  | 2024.06.30.       |
| 99                     | Papp Csongor*        | magyar        | Zalaegerszeg       | 2005. február 22. (20 éves)   | Utánpótlásból került fel | 50 000 ( 50 000)   | 2024.06.30.       |
| Támadók                |                      |               |                    |                               |                          |                    |                   |
| 6                      | Mim Gergely          | magyar        | Pécs               | 1999. június 7. (26 éves)     | Puskás Akadémia FC       | 200 000 ( 50 000)  | 2023.06.30.       |
| 12                     | Eduvie Ikoba         | USA · nigéria | Bettendorf         | 1997. október 26. (27 éves)   | FK AS Trenčín            | 500 000 ( 200 000) | 2025.06.30.       |
| 14                     | Eros Grezda          | ALB · Koszovó | Gjakovë            | 1995. április 15. (30 éves)   | Manisa FK                | 300 000 (=)        | 2023.06.30.       |
| 70                     | Meshack Ubochioma    | nigéria       | Imo                | 2001. november 29. (23 éves)  | FESAL Academy            | 250 000 ( 50 000)  | 2024.06.30.       |
| 77                     | Szalay Szabolcs      | magyar        | Veszprém           | 2002. február 17. (23 éves)   | Szombathelyi Haladás     | 275 000 ( 125 000) | 2025.06.30.       |
| 80                     | Klausz Milán*        | magyar        | Szeged             | 2005. február 24. (20 éves)   | Győri ETO FC             | 125 000 ( 75 000)  | Nem publikus      |
| 97                     | Németh Dániel        | magyar        | Gyöngyös           | 2003. október 9. (21 éves)    | Budapest Honvéd FC       | 225 000 ( 25 000)  | 2025.06.30.       |
| Kölcsönadott játékosok |                      |               |                    |                               |                          |                    |                   |
| Név                    | Poszt                | Nemzetiség    | Születési hely     | Születési idő (kor)           | Kölcsönben itt           | Érték (€)          | Kölcsön lejárta   |
| Kiss Ágoston           | kapus                | magyar        | Budapest           | 2001. március 14. (24 éves)   | NK Nafta Lendava         | 100 000 (=)        | 2023.06.30.       |
| Papp László            | védő                 | magyar        | Zalaegerszeg       | 2001. január 9. (24 éves)     | NK Nafta Lendava         | 75 000 (=)         | 2023.06.30.       |
| Gergely Botond         | védő                 | ROU · magyar  | Gyergyószentmiklós | 2003. január 11. (22 éves)    | NK Nafta Lendava         | 125 000 (=)        | 2023.06.30.       |
| Boros Zsombor          | középpályás          | magyar        | Budapest           | 2005. február 7. (20 éves)    | NK Nafta Lendava         | 25 000 ( 25 000)   | 2023.06.30.       |
| Török Kevin            | középpályás          | magyar        | Szeged             | 2003. február 17. (22 éves)   | Szentlőrinc SE           | 75 000 (=)         | 2023.06.30.       |
| Fehér Barnabás         | támadó               | magyar        | Zalaegerszeg       | 2002. május 16. (23 éves)     | NK Nafta Lendava         | 10 000 ( 10 000)   | 2023.06.30.       |
| Daniel Milovanovikj    | támadó               | MKD           | Kavadarci          | 1998. augusztus 10. (26 éves) | Tikves Kavadarci         | 125 000 (=)        | 2023.06.30.       |

## Szakmai stáb
2023. május 30. szerint.
| Klubvezetés                | Klubvezetés        | ZTE FC Szakmai stáb         | ZTE FC Szakmai stáb   | ZTE II Szakmai stáb                   | ZTE II Szakmai stáb |
| -------------------------- | ------------------ | --------------------------- | --------------------- | ------------------------------------- | ------------------- |
| Többségi tulajdonos        | Végh Gábor         | Vezetőedző                  | Boér Gábor            | Vezetőedző                            | Koller Zoltán       |
| Ügyvezető                  | Mocnek Mária       | Másodedző                   | Makra Zsolt           | Másodedző                             | Mihalecz Péter      |
| Sportigazgató              | Sallói István      | Erőnléti edző               | Marco van der Steen   | Masszőr                               | Sánta Patrícia      |
| Menedzsment                | Menedzsment        | Fizioterapeuta              | Marco van der Steen   | Fizioterapeuta                        | Bokor Laura         |
| Klub- és aréna koordinátor | Vándor Attila      | Kapusedző                   | Vlaszák Géza          | Utánpótlás                            | Utánpótlás          |
| Marketing vezető           | Léczfalvi Szabolcs | Technikai vezető            | Török Márió           | Utánpótlás szakág- és akadémia vezető | Molnár Balázs       |
| Gazdasági vezető           | Farkas Nikoletta   | Videóelemző                 | Pálfi Zoltán          | Utánpótlás operatív vezető            | Tóth Ádám           |
| Értékesítő vezető          | Nagy Adrián        | Gyógytornász-fizioterapeuta | Domiter Eszter        | Technikai asszisztens                 | Péter Péter         |
| Vezető scout               | Makrai Márk        | Masszőr                     | Peszlen Ádám          | Egyéni edző                           | William Gallas      |
| Pályázati koordinátor      | Pass Edina         | Kit menedzser               | Pálinkás-Zsámár Anita |                                       |                     |
| Pénzügyi asszisztens       | Harmath Zsanett    |                             |                       |                                       |                     |
| Szurkolói koordinátor      | Sebők József       |                             |                       |                                       |                     |
| Általános menedzser        | Schroll Jenő       |                             |                       |                                       |                     |

## Statisztikák

### Góllövőlista

#### Bajnokság
| Helyezés | Játékos           | Lőtt gólok |
| 1.       | Eduvie Ikoba      | 11         |
| 2.       | Meshack Ubochioma | 4          |
| 3.       | Gergényi Bence    | 3          |
| 3.       | Németh Dániel     | 3          |
| 3.       | Szalay Szabolcs   | 3          |
| 6.       | Zoran Lesjak      | 2          |
| 6.       | Mim Gergely       | 2          |
| 6.       | Tajti Mátyás      | 2          |
| 9.       | Bedi Bence        | 1          |
| 9.       | Csóka Dániel      | 1          |
| 9.       | Eros Grezda       | 1          |
| 9.       | Huszti András     | 1          |
| 9.       | Klausz Milán      | 1          |
| 9.       | Christy Manzinga  | 1          |

#### Gólpasszok
Az adatok a Transfermarkt számításait tartalmazzák, így megeshet, hogy ezek nem pontos információk.
| Helyezés | Játékos              | Gólpasszok |
| 1.       | Gergényi Bence       | 6          |
| 2.       | Tajti Mátyás         | 5          |
| 3.       | Kovács Barnabás      | 4          |
| 4.       | Szalay Szabolcs      | 3          |
| 5.       | Mocsi Attila         | 2          |
| 6.       | Bedi Bence           | 1          |
| 6.       | Eduvie Ikoba         | 1          |
| 6.       | Májer Milán          | 1          |
| 6.       | Christy Manzinga     | 1          |
| 6.       | Bojan Sanković       | 1          |
| 6.       | Olekszandr Szafronov | 1          |
| 6.       | Meshack Ubochioma    | 1          |

#### Piroslapok
| Helyezés | Játékos      | Piroslap |
| 1.       | Mocsi Attila | 1        |
| 1.       | Csóka Dániel | 1        |

#### Mesterhármasok
| Játékos      | Dátum               | Kiírás          | Ellenfél            |
| Eduvie Ikoba | 2022. szeptember 2. | NB I 7. Forduló | Mezőkövesd Zsóry FC |

## Mérkőzések

### Előkészületi meccsek

#### Nyári[40]
| 2022. június 25. 10:30 |

| FC Nagykanizsa | 0-2               | Zalaegerszegi TE FC                 |
| -------------- | ----------------- | ----------------------------------- |
|                | (0-0) Jegyzőkönyv | Fehér Barnabás 80' Tajti Mátyás 82' |

| Nagykanizsai Olajbányász Stadion, Nagykanizsa Nézőszám: Zárt kapus Játékvezető: Iványi Gábor |

- Nagykanizsa: Borsi - Haragos, Kovalovszky, Kószás, Kozári - János N., Kretz, Béli, Szabó P., Lőrincz - Pleszkán. Csereként pályára lépett: Pataki, Török, Szökrönyös Z., Szilágyi, Kondor, Soós, Mészáros, Varga D., Szanyi, Kocsis, Mikó, Kardos. Vezetőedző: Gombos Zsolt.
- ZTE: I. félidő: Demjén - Lesjak, Mocsi, Kálnoki-Kis, Gergényi - Szankovics, Kovács B. - Mim, Szalay, Májer - Yilmaz. II. félidő: Gyurján - Huszti, Szafronov, Németh E., Bedi - Szabó B. ( Tajti'), Németh D. - Milovanovikj, Klausz, Meshack - Yilmaz ( Fehér'). Vezetőedző: Ricardo Moniz.

| 2022. június 29. 18:00 |

| FK Borac Banja Luka                   | 2-1               | Zalaegerszegi TE FC |
| ------------------------------------- | ----------------- | ------------------- |
| Benjamin Tatar 82' Momcilo Mrkaic 84' | (0-1) Jegyzőkönyv | Májer Milán 5'      |

| Mestni Stadion, Lendva |

- ZTE: I. félidő: Demjén - Huszti, Mocsi, Kálnoki-Kis, Gergényi - Tajti, Kovács B. - Mim, Májer - Szalay, Németh D. II. félidő: Gyurján – Mim ( Huszti 65'), Szafronov, Németh E., Bedi - Tajti ( Kovács B. 65'), Szabó - Meshack, Milovanovikj ( Szalay 82') - Fehér, Klausz. Vezetőedző: Ricardo Moniz.

| 2022. július 2. 18:30 |

| NK Slaven Belupo  | 1-2               | Zalaegerszegi TE FC                |
| ----------------- | ----------------- | ---------------------------------- |
| Josip Mihalic 60' | (0-1) Jegyzőkönyv | Bedi Bence 26' Kovács Barnabás 66' |

| Gradski Stadion, Kapronca Nézőszám: 200 |

- Slaven Belupo: Sušak – Bosec, Božić, Tepšić, Soldo – Marina, Bašić, Caimacov – Kvržić, Crnac, Liklin.  II. félidő: Marković – Hlevnjak, Eskinja, Kocijan, Martinaga – Jenjić, Mihalić, Turanjanin – Laušić, Branšteter, Hoxha. Vezetőedző: Zoran Zekić.
- ZTE: Demjén – Szafronov ( Gergényi 46'), Mocsi, Kálnoki-Kis, Bedi – Meshack ( Németh E. 83'), Tajti ( Boros 76') Szankovics, Májer ( Mim 46') – Németh D. ( Kovács B. 55'), Szalay ( Klausz 55'). Vezetőedző: Ricardo Moniz.

| 2022. július 6. 11:00 |

| Zalaegerszegi TE FC                             | 2-3               | WKS Śląsk Wrocław                                                |
| ----------------------------------------------- | ----------------- | ---------------------------------------------------------------- |
| Szalay Szabolcs 34' Tajti Mátyás 37' (11-esből) | (2-1) Jegyzőkönyv | Dennis Jastrzembski 18' Piotr Samiec-Talar 77' Caye Quintana 82' |

| NK Zreče Stadium, Szlovénia, Zreče |

- ZTE: I. félidő: Demjén - Gergényi, Mocsi, Kálnoki-Kis,  Bedi - Meshack, Szankovics, Tajti, Májer - Szalay, Németh D.  II. félidő:  Gyurján - Mim, Safranov, Csóka, Gergényi - Meshack ( Papp Cs.'), Kovács B., Tajti ( Boros'), Milovanovikj, - Klausz, Manzinga. Vezetőedző: Ricardo Moniz.
- Slask: Szromnik – Janasik, Poprawa, Gretarsson, Garcia – Olsen, Schwarz, Hyjek, Samiec-Talar, Jastrzembski, Quintana. Vezetőedző: Ivan Djurdjevic.

| 2022. július 9. 18:00 |

| TSV Hartberg               | 1-2               | Zalaegerszegi TE FC                      |
| -------------------------- | ----------------- | ---------------------------------------- |
| Dario Tadic 38' (11-esből) | (1-2) Jegyzőkönyv | Szalay Szabolcs 5' Meshack Ubochioma 12' |

| Profertil Aréna, Hartberg |

- Hartberg: Swete – Farkas ( Kainz 46'), Steinwender ( Gollner 70'), Horvat ( Sonnleitner 46'), Klem ( Kofler 70') – Ejupi ( Rotter 82'), Heil ( Sellinger 82'), Fadinger, Aydin – Paintsil ( Kolb 82'), Tadic ( Kröpfl 70'). Vezetőedző: Klaus Schmidt
- ZTE: Demjén – Gergényi, Kálnoki-Kis, Kovács B., Bedi – Meshack ( Klausz 89'), Tajti, Szankovics, Májer – Németh D. ( Manzinga 57'), Szalay Sz. ( Mim 74'). Vezetőedző: Ricardo Moniz

| 2022. július 13. 17:00 |

| Vasas FC        | 1-1               | Zalaegerszegi TE FC |
| --------------- | ----------------- | ------------------- |
| Radó András 55' | (0-0) Jegyzőkönyv | Májer Milán 87'     |

| Fáy utcai sportcentrum, Budapest Nézőszám: 250 Játékvezető: Erdős József |

- ZTE: Gyurján - Mim ( Kálnoki-Kis 46'), Kovács B., Mocsi, Gergényi ( Bedi 46') – Meshack ( Májer 46'), Tajti ( Baloteli 75'), Papp Cs. ( Németh D. 46'), Boros ( Szankovics 46') - Klausz ( Szalay 46'), Manzinga. Vezetőedző: Ricardo Moniz.
- Vasas: Jova - Szivacski, Otigba, Iyinbor ( Szilágyi 74'), Silye – Vida ( Márkvárt 74'), Pátkai ( Hidi M. 74'), Berecz - Ihrig-Farkas ( Faragó 43'), Bobál, Radó. Vezetőedző: Kuttor Attila

| 2022. július 16. 18:00 |

| Zalaegerszegi TE FC                                                       | 4-1   | NK Krsko         |
| ------------------------------------------------------------------------- | ----- | ---------------- |
| Tajti Mátyás 31' Christy Manzinga 59' Huszti András 67' Németh Dániel 79' | (1-1) | Luka Kunstic 13' |

| Mestni Stadion, Lendva Nézőszám: zárt kapus |

- ZTE: Demjén - Gergényi, Mocsi ( Safronov 60'), Kálnoki-Kis ( Gergely B. 75'), Bedi ( Mim 46') - Meshack ( Klausz 60'), Sankovic ( Huszti 60'), Tajti, Májer ( Kovács B. 60') - Szalay ( Manzinga 46',  Boros 75'), Németh D. Vezetőedző: Ricardo Moniz.

| 2022. július 23. 18:00 Zete Fieszta |

| Zalaegerszegi TE FC                                    | 3-2               | AC Milan                                      |
| ------------------------------------------------------ | ----------------- | --------------------------------------------- |
| Meshack Ubochioma 2' Mocsi Attila 24' Tajti Mátyás 27' | (3-1) Jegyzőkönyv | Olivier Giroud 30' (11-esből) Rade Krunić 86' |

| ZTE Aréna, Zalaegerszeg Nézőszám: 11114 Játékvezető: Andó-Szabó Sándor |

- ZTE: Demjén – Gergényi ( Mim 87'), Mocsi, Kálnoki-Kis, Bedi – Meshack ( Santos 65') Tajti, Sankovic, Májer ( Huszti 65') – Szalay, ( Kovács B. 46') Németh D. ( Ikoba 46'). Fel nem használt cserék: Németh Er. (kapus), Csóka Dá., Gergely B., Klausz, Lesjak, Manzinga, Milovanovikj, Safronov, Papp Cs. Vezetőedző: Ricardo Moniz.
- AC Milan: Tatarusanu ( Maignan 62') – Florenzi ( Calabria 62'), Gabbia, Kalulu ( Krunic 62'), Ballo-Touré ( Tomori 62') – Brescianini ( Bennacer 62'), Tonali ( Adli 62') – Rebic ( Leao 62'), Diaz ( Maldini 62'), Messias ( Saelemaekers 62') – Giroud ( Hernandez 62'). Fel nem használt cserék: Mirante (kapus), Coubis, Gala, Lazetic. Vezetőedző: Stefano Pioli

## OTP Bank Liga
| Hely. | Csapat               | M  | Gy | D  | V  | G+ | G– | Gk  | P  | Továbbjutás vagy kiesés                       |
| ----- | -------------------- | -- | -- | -- | -- | -- | -- | --- | -- | --------------------------------------------- |
| 1.    | Ferencváros B        | 33 | 19 | 6  | 8  | 62 | 33 | +29 | 63 | UEFA Bajnokok Ligája, 1. selejtezőkör         |
| 2.    | Kecskemét Ú          | 33 | 15 | 12 | 6  | 48 | 32 | +16 | 57 | UEFA Európa Konferencia Liga, 2. selejtezőkör |
| 3.    | Debrecen             | 33 | 15 | 9  | 9  | 52 | 39 | +13 | 54 | UEFA Európa Konferencia Liga, 2. selejtezőkör |
| 4.    | Puskás Akadémia      | 33 | 14 | 11 | 8  | 48 | 42 | +6  | 53 |                                               |
| 5.    | Paks                 | 33 | 14 | 7  | 12 | 57 | 57 | 0   | 49 |                                               |
| 6.    | Kisvárda Master Good | 33 | 10 | 13 | 10 | 43 | 49 | −6  | 43 |                                               |
| 7.    | Mezőkövesd           | 33 | 11 | 9  | 13 | 40 | 43 | −3  | 42 |                                               |
| 8.    | Újpest               | 33 | 11 | 8  | 14 | 42 | 55 | −13 | 41 |                                               |
| 9.    | Zalaegerszeg KGY     | 33 | 10 | 9  | 14 | 37 | 43 | −6  | 39 | UEFA Európa Konferencia Liga, 2. selejtezőkör |
| 10.   | MOL Fehérvár         | 33 | 8  | 11 | 14 | 38 | 43 | −5  | 35 |                                               |
| 11.   | Budapest Honvéd      | 33 | 8  | 9  | 16 | 34 | 51 | −17 | 33 | NB II                                         |
| 12.   | Vasas Ú              | 33 | 4  | 14 | 15 | 29 | 43 | −14 | 26 | NB II                                         |

### Mérkőzések

#### Őszi szezon
| 2022. július 29. 20:00 1. forduló |

| Budapest Honvéd FC | 0 – 1               | Zalaegerszegi TE FC   |
| ------------------ | ------------------- | --------------------- |
|                    | (0 – 0) Jegyzőkönyv | Meshack Ubochioma 47' |

| Bozsik Aréna, Budapest Nézőszám: 4084 Játékvezető: Bogár Gergő |

- Honvéd: Szappanos – Jónsson, Szabó A. ( Traoré 88'), Prenga, Lovric, Tamás K. – Mitrovic ( Plakushchenko 66'), Zsótér, Bocskay – Lukic ( Kocsis 74'), Ennin. Vezetőedző: Tam Courts
- Zalaegerszeg: Demjén – Gergényi, Mocsi, Kálnoki-Kis, Bedi – Sankovic, Tajti – Ubochioma, Szalay Sz. ( Mim 64'), Májer ( Huszti 57') – Németh D. ( Manzinga 46'). Vezetőedző: Ricardo Moniz

| 2023. január 24. 18:30 2. forduló |

| Zalaegerszegi TE FC | 1 – 2               | Ferencvárosi TC                 |
| ------------------- | ------------------- | ------------------------------- |
| Huszti András 21'   | (1 – 1) Jegyzőkönyv | Marquinhos 18' Adama Traoré 90' |

| ZTE Aréna, Zalaegerszeg Nézőszám: 5514 Játékvezető: Erdős József |

| 2022. augusztus 13. 20:15 3. forduló |

| Újpest FC                              | 1 – 1               | Zalaegerszegi TE FC |
| -------------------------------------- | ------------------- | ------------------- |
| Németh Dániel 32' Gergényi Bence 45+1′ | (1 – 0) Jegyzőkönyv | Junior Tallo 90+3'  |

| Szusza Ferenc Stadion, Budapest Nézőszám: 3219 Játékvezető: Vad II. István |

- Újpest: Banai - Pauljevic ( Simon 66'), Diaby, Csongvai, Kuusk ( Bjelos 46'), Antonov - Ljujic ( Borello 78'), Onovo, Boumal - Lahne ( Tallo 66'), Katona M. Vezetőedző: Milos Kruscsics
- Zalaegerszeg: Demjén - Gergényi, Mocsi, Kálnoki-Kis, Bedi - Ubochioma ( Carioca 55'), Sankovic, Tajti, Májer ( Mim 55';  Kovács B. 80') - Szalay ( Huszti 46'), Németh D. ( Manzinga 46'). Vezetőedző: Ricardo Moniz

| 2022. augusztus 21. 17:55 4. forduló |

| Zalaegerszegi TE FC         | 1 – 3               | Kisvárda FC                                       |
| --------------------------- | ------------------- | ------------------------------------------------- |
| Tajti Mátyás 27' (11-esből) | (1 – 1) Jegyzőkönyv | Driton Camaj 30' (11-esből) Bohdan Melnik 58' 88' |

| ZTE Aréna, Zalaegerszeg Nézőszám: 2062 Játékvezető: Bogár Gergő |

- Zalaegerszeg: Demjén - Huszti ( Klausz 79'), Kálnoki-Kis, Szafronov - Ubochioma, Bedi, Tajti, Sankovic, Májer ( Manzinga 66') - Szalay Sz. ( Ikoba 65'), Németh D. ( Lesjak 65'). Vezetőedző: Ricardo Moniz
- Kisvárda: Hindrich - Hej, Kravcsenko, Kovacic, Leoni ( Peteleu 71')- Melnyik ( Bíró 90+3'), Makowski, Karabeljov - Camaj ( Navratil 72'), Mesanovic ( Illievszki 79'), Asani ( Vida 79').  Vezetőedző:Török László

| 2022. augusztus 27. 17:30 5. forduló |

| Kecskeméti TE                                                                   | 3 – 1               | Zalaegerszegi TE FC              |
| ------------------------------------------------------------------------------- | ------------------- | -------------------------------- |
| Banó-Szabó Bence 42' (11-esből) Szabó Levente 55' (11-esből) 58' Tóth Barna 88′ | (1 – 1) Jegyzőkönyv | Bedi Bence 12' Huszti András 41′ |

| Széktói Stadion, Kecskemét Nézőszám: 1627 Játékvezető: Karakó Ferenc |

- Kecskemét: Varga B. - Szabó A., Belényesi, Szalai G. - Nagy K. ( Meszhi 81'), Katona B. ( Djuranovic 87'), Vágó, Grünwald - Szuhodovszki ( Szabó L. 46'), Tóth B., Banó-Szabó ( Katona M. 66'). Vezetőedző: Szabó István
- Zalaegerszeg: Demjén - Bedi, Kálnoki-Kis, Mocsi ( Szafronov 64'), Huszti - Tajti, Sankovic ( Lesjak 64') - Ubochioma ( Májer 67'), Németh ( Kovács 52'), Gergényi - Ikoba ( Szalay 69'). Vezetőedző: Ricardo Moniz

| 2022. augusztus 30. 20:00 6. forduló |

| Zalaegerszegi TE FC                                                   | 4 – 2               | Debreceni VSC                               |
| --------------------------------------------------------------------- | ------------------- | ------------------------------------------- |
| Németh Dániel 6' Zoran Lesjak 65' Eduvie Ikoba 80' Gergényi Bence 86' | (1 – 0) Jegyzőkönyv | Sylvain Deslandes 60' Bévárdi Zsombor 90+2' |

| ZTE Aréna, Zalaegerszeg Nézőszám: 2128 Játékvezető: Vad II. István |

- Zalaegerszeg: Demjén - Lesjak, Mocsi, Kálnoki-Kis, Bedi - Sankovic, Tajti - Ubochioma, Németh D. ( Kovács 71'), Gergényi - Manzinga ( Ikoba 63'). Vezetőedző: Ricardo Moniz
- DVSC: Hrabina - Bévárdi, Neofitidisz ( Dzsudzsák 46'), Charleston, Deslandes, Ferenczi J. ( Saná 59') - Baráth, Varga J. ( Farkas 59'), Szécsi - Bárány ( Kiziridisz 40'), Horváth K. ( Sós 69'). Vezetőedző: Joao Janeiro

| 2022. szeptember 2. 20:00 7. forduló |

| Mezőkövesd Zsóry FC | 0 – 5               | Zalaegerszegi TE FC                                             |
| ------------------- | ------------------- | --------------------------------------------------------------- |
| Bobál Dávid 34′     | (0 – 1) Jegyzőkönyv | Eduvie Ikoba 40' 49' 70' Gergényi Bence 74' Szalay Szabolcs 89' |

| Mezőkövesd Városi Stadion, Mezőkövesd Nézőszám: 1601 Játékvezető: Erdős József |

- Mezőkövesd: Piscitelli - Kállai K. ( Kállai Z. 59'), Pillár, Lukic, Bobál D. - Cseri ( Molnár 71'), Nagy G. ( Qaka 71'), Besirovic ( Karnyickij 59'), Vajda - Bobál G. ( Schmiedl 39'), Drazic. Vezetőedző: Supka Attila
- Zalaegerszeg: Demjén - Lesjak ( Huszti 90+1'), Mocsi, Kálnoki-Kis, Bedi - Sankovic, Tajti - Ubochioma ( Májer 46'), Németh D. ( Szalay 81'), Gergényi - Ikoba ( Klausz 90+1'). Vezetőedző: Ricardo Moniz

| 2022. szeptember 11. 15:00 8. forduló |

| Zalaegerszegi TE FC | 1 – 2               | Puskás Akadémia FC                        |
| ------------------- | ------------------- | ----------------------------------------- |
| Eduvie Ikoba 23'    | (1 – 0) Jegyzőkönyv | Alexandru Băluță 74' Luciano Slagveer 88' |

| ZTE Aréna, Zalaegerszeg Nézőszám: 2351 Játékvezető: Pintér Csaba |

- Zalaegerszeg: Demjén - Lesjak, Mocsi, Kálnoki-Kis, Bedi - Sankovic ( Szalay 90'), Tajti - Ubochioma ( Carioca 80'), Németh D. ( Kovács 56'), Gergényi - Ikoba. Vezetőedző: Ricardo Moniz
- Puskás Akadémia: Tóth B. - Mezgrani, Batik, Stronati, Van Nieff ( Puljic 61') - Favorov ( Skribek 68'), Corbu - Colley ( Gruber 72'), Baluta, Kiss T. ( Urblík 46') - Zahedi ( Slagveer 46'). Vezetőedző: Hornyák Zsolt

| 2022. október 1. 19:30 9. forduló |

| Vasas FC           | 1 – 1               | Zalaegerszegi TE FC |
| ------------------ | ------------------- | ------------------- |
| Holender Filip 44' | (1 – 0) Jegyzőkönyv | Zoran Lesjak 53'    |

| Illovszky Rudolf Stadion, Budapest Nézőszám: 1770 Játékvezető: Andó-Szabó Sándor |

- Vasas: Jova - Szivacski, Otigba, Baráth B., Silye - Berecz, Pátkai ( Hidi P. 60'), Vida M. ( Ihrig-Farkas 76') - Hinora, Novothny ( Radó 76'), Holender. Vezetőedző: Kondás Elemér
- Zalaegerszeg: Demjén - Mocsi, Csóka ( Bedi 88'), Kálnoki Kis - Lesjak, Sankovic, Kovács B. ( Szendrei 61'), Gergényi - Diego Santos ( Szalay 76'), Manzinga ( Ikoba 46'), Németh D. ( Meshack 46'). Vezetőedző: Ricardo Moniz

| 2022. október 7. 18:00 10. forduló |

| MOL Fehérvár FC   | 1 – 1               | Zalaegerszegi TE FC |
| ----------------- | ------------------- | ------------------- |
| Kenan Kodro 45+1' | (1 – 0) Jegyzőkönyv | Eduvie Ikoba 90+5'  |

| MOL Aréna Sóstó, Székesfehérvár Nézőszám: 2474 Játékvezető: Csonka Bence |

- Fehérvár: Kovács D. - Fiola, Larsen, Stopira, Hangya - Rúben Pinto, Makarenko ( Pokorny 84') - Nego, Dárdai P. ( Schön 77'), Kastrati II ( Zivzivadze 59') - Kodro ( Bese 77'). Vezetőedző: Michael Boris
- Zalaegerszeg: Demjén - Lesjak, Mocsi, Kálnoki Kis ( Klausz 86'), Csóka ( Szendrei 46') - Sankovic, Bedi ( Mim 67'), Gergényi - Szalay Sz. ( Meshack 46'), Ikoba, Manzinga ( Carioca 46'). Vezetőedző: Ricardo Moniz

| 2022. október 15. 14:45 11. forduló |

| Zalaegerszegi TE FC                                | 3 – 0               | Paksi FC |
| -------------------------------------------------- | ------------------- | -------- |
| Eduvie Ikoba 6' Mim Gergely 18' Gergényi Bence 86' | (2 – 0) Jegyzőkönyv |          |

| ZTE Aréna, Zalaegerszeg Nézőszám: 2313 Játékvezető: Bogár Gergő |

| 2022. október 22. 13:30 12. forduló |

| Zalaegerszegi TE FC | 0 – 2               | Budapest Honvéd FC     |
| ------------------- | ------------------- | ---------------------- |
|                     | (0 – 1) Jegyzőkönyv | Jairo Samperio 44' 53' |

| ZTE Aréna, Zalaegerszeg Nézőszám: 2216 Játékvezető: Bognár Tamás |

| 2022. október 30. 17:30 13. forduló |

| Ferencvárosi TC                     | 2 – 1               | Zalaegerszegi TE FC |
| ----------------------------------- | ------------------- | ------------------- |
| Tokmac Nguen 13' Anderson Esiti 79' | (1 – 0) Jegyzőkönyv | Eduvie Ikoba 84'    |

| Groupama Aréna, Budapest Nézőszám: 9107 Játékvezető: Farkas Ádám |

| 2022. november 5. 19:30 14. forduló |

| Zalaegerszegi TE FC | 1 – 0               | Újpest FC |
| ------------------- | ------------------- | --------- |
| Szalay Szabolcs 23' | (1 – 0) Jegyzőkönyv |           |

| ZTE Aréna, Zalaegerszeg Nézőszám: 2412 Játékvezető: Erdős József |

| 2022. november 8. 18:00 15. forduló |

| Kisvárda FC | 0 – 3               | Zalaegerszegi TE FC                       |
| ----------- | ------------------- | ----------------------------------------- |
|             | (0 – 1) Jegyzőkönyv | Eduvie Ikoba 37' 60' Christy Manzinga 87' |

| Várkerti Stadion, Kisvárda Nézőszám: 2005 Játékvezető: Káprály Mihály |

| 2022. november 12. 18:15 16. forduló |

| Zalaegerszegi TE FC | 0 – 0               | Kecskeméti TE |
| ------------------- | ------------------- | ------------- |
|                     | (0 – 0) Jegyzőkönyv |               |

| ZTE Aréna, Zalaegerszeg Nézőszám: 2366 Játékvezető: Bognár Tamás |

#### Tavaszi szezon
| 2023. január 28. 17:00 17. forduló |

| Debreceni VSC                                           | 3 – 0               | Zalaegerszegi TE FC |
| ------------------------------------------------------- | ------------------- | ------------------- |
| Szécsi Márk 2' Dzsudzsák Balázs 36' Dorian Babunski 53' | (2 – 0) Jegyzőkönyv |                     |

| Nagyerdei Stadion, Debrecen Nézőszám: 2811 Játékvezető: Káprály Mihály |

| 2023. február 5. 15:00 18. forduló |

| Zalaegerszegi TE FC | 0 – 0               | Mezőkövesd Zsóry FC |
| ------------------- | ------------------- | ------------------- |
|                     | (0 – 0) Jegyzőkönyv |                     |

| ZTE Aréna, Zalaegerszeg Nézőszám: 1893 Játékvezető: Zierkelbach Péter |

| 2023. február 12. 15:00 19. forduló |

| Puskás Akadémia FC | 1 – 0               | Zalaegerszegi TE FC |
| ------------------ | ------------------- | ------------------- |
| Gruber Zsombor 82' | (0 – 0) Jegyzőkönyv |                     |

| Pancho Aréna, Felcsút Nézőszám: 1018 Játékvezető: Pillók Ádám |

| 2023. február 19. 15:00 20. forduló |

| Zalaegerszegi TE FC | 0 – 0               | Vasas FC |
| ------------------- | ------------------- | -------- |
|                     | (0 – 0) Jegyzőkönyv |          |

| ZTE Aréna, Zalaegerszeg Nézőszám: 2324 Játékvezető: Bogár Gergő |

| 2023. február 25. 14:30 21. forduló |

| Zalaegerszegi TE FC                  | 2 – 1               | MOL Fehérvár FC  |
| ------------------------------------ | ------------------- | ---------------- |
| Csóka Dániel 32' Szalay Szabolcs 55' | (1 – 1) Jegyzőkönyv | Katona Mátyás 4' |

| ZTE Aréna, Zalaegerszeg Nézőszám: 2107 Játékvezető: Farkas Ádám |

| 2023. március 4. 17:45 22. forduló |

| Paksi FC                                   | 3 – 1               | Zalaegerszegi TE FC |
| ------------------------------------------ | ------------------- | ------------------- |
| Varga Barnabás 6' Windecker József 20' 64' | (2 – 1) Jegyzőkönyv | Eros Grezda 32'     |

| Fehérvári úti stadion, Paks Nézőszám: 1594 Játékvezető: Vad II. István |

| 2023. március 11. 19:30 23. forduló |

| Budapest Honvéd FC | 1 – 0               | Zalaegerszegi TE FC |
| ------------------ | ------------------- | ------------------- |
| Kocsis Dominik 39' | (1 – 0) Jegyzőkönyv |                     |

| Bozsik Aréna, Budapest Nézőszám: 3000 Játékvezető: Erdős József |

| 2023. március 19. 20:15 24. forduló |

| Zalaegerszegi TE FC   | 1 – 0               | Ferencvárosi TC |
| --------------------- | ------------------- | --------------- |
| Meshack Ubochioma 46' | (1 – 0) Jegyzőkönyv |                 |

| ZTE Aréna, Zalaegerszeg Nézőszám: 3504 Játékvezető: Andó-Szabó Sándor |

| 2023. április 1. 15:00 25. forduló |

| Újpest FC                 | 3 – 2               | Zalaegerszegi TE FC                            |
| ------------------------- | ------------------- | ---------------------------------------------- |
| Csoboth Kevin 30' 47' 75' | (1 – 0) Jegyzőkönyv | Georgiosz Antzoulasz 62' Meshack Ubochioma 66' |

| Szusza Ferenc Stadion, Budapest Nézőszám: 3338 Játékvezető: Káprály Mihály |

| 2023. április 9. 16:30 26. forduló |

| Zalaegerszegi TE FC | 0 – 0               | Kisvárda FC |
| ------------------- | ------------------- | ----------- |
|                     | (0 – 0) Jegyzőkönyv |             |

| ZTE Aréna, Zalaegerszeg Nézőszám: 1683 Játékvezető: Bogár Gergő |

| 2023. április 15. 14:30 27. forduló |

| Kecskeméti TE                                        | 3 – 0               | Zalaegerszegi TE FC |
| ---------------------------------------------------- | ------------------- | ------------------- |
| Horváth Krisztofer 20' Szabó Alex 24' Tóth Barna 71' | (2 – 0) Jegyzőkönyv |                     |

| Széktói Stadion, Kecskemét Nézőszám: 2812 Játékvezető: Csonka Bence |

| 2023. április 23. 18:45 28. forduló |

| Zalaegerszegi TE FC | 0 – 2               | Debreceni VSC                    |
| ------------------- | ------------------- | -------------------------------- |
|                     | (0 – 1) Jegyzőkönyv | Szécsi Márk 35' Bárány Donát 84' |

| ZTE Aréna, Zalaegerszeg Nézőszám: 2075 Játékvezető: Zierkelbach Péter |

| 2023. április 29. 14:15 29. forduló |

| Mezőkövesd Zsóry FC | 1 – 2               | Zalaegerszegi TE FC              |
| ------------------- | ------------------- | -------------------------------- |
| Dino Beširović 31'  | (1 – 0) Jegyzőkönyv | Tajti Mátyás 57' Mim Gergely 74' |

| Mezőkövesd Városi Stadion, Mezőkövesd Nézőszám: 1640 Játékvezető: Pintér Csaba |

| 2023. május 7. 15:00 30. forduló |

| Zalaegerszegi TE FC               | 2 – 1               | Puskás Akadémia FC     |
| --------------------------------- | ------------------- | ---------------------- |
| Eduvie Ikoba 13' Klausz Milán 46' | (2 – 1) Jegyzőkönyv | Lamin Colley 26' 90+1′ |

| ZTE Aréna, Zalaegerszeg Nézőszám: 2248 Játékvezető: Erdős József |

| 2023. május 13. 14:15 31. forduló |

| Vasas FC           | 1 – 1               | Zalaegerszegi TE FC |
| ------------------ | ------------------- | ------------------- |
| Hinora Kristóf 63' | (0 – 1) Jegyzőkönyv | Németh Dániel 6'    |

| Illovszky Rudolf Stadion, Budapest Nézőszám: 1376 Játékvezető: Káprály Mihály |

| 2023. május 20. 14:10 32. forduló |

| MOL Fehérvár FC                       | 3 – 0               | Zalaegerszegi TE FC |
| ------------------------------------- | ------------------- | ------------------- |
| Kenan Kodro 3' 49' Lirim Kastrati 39' | (2 – 0) Jegyzőkönyv |                     |

| MOL Aréna Sóstó, Székesfehérvár Nézőszám: 6237 Játékvezető: Pintér Csaba |

| 2023. május 26. 20:30 33. forduló |

| Zalaegerszegi TE FC                       | 1 – 1               | Paksi FC        |
| ----------------------------------------- | ------------------- | --------------- |
| Meshack Ubochioma 13' Kovács Barnabás 69′ | (1 – 1) Jegyzőkönyv | Bőle Lukács 13' |

| ZTE Aréna, Zalaegerszeg Nézőszám: 2672 Játékvezető: Farkas Ádám |

## MOL Magyar Kupa
| 2022. szeptember 17. 15:00 Főtábla 3. forduló |

| Kaposvári Rákóczi FC | 0 – 2               | Zalaegerszegi TE FC      |
| -------------------- | ------------------- | ------------------------ |
|                      | (0 – 0) Jegyzőkönyv | Christy Manzinga 54' 65' |

| Kaposvári Rákóczi Stadion, Kaposvár Játékvezető: Kovács J. Zoltán |

| 2022. október 19. 17:30 Főtábla 4. forduló |

| Kazincbarcikai SC | 0 – 2               | Zalaegerszegi TE FC                         |
| ----------------- | ------------------- | ------------------------------------------- |
|                   | (0 – 1) Jegyzőkönyv | Mocsi Attila 5' (11-esből) Zoran Lesjak 76' |

| Kolorcity Aréna, Kazincbarcika Nézőszám: 550 Játékvezető: Nazsa Tamás |

| 2023. február 8. 13:00 Nyolcaddöntő |

| Békéscsaba 1912 Előre | 0 – 2               | Zalaegerszegi TE FC                |
| --------------------- | ------------------- | ---------------------------------- |
|                       | (0 – 0) Jegyzőkönyv | Eduvie Ikoba 81' Németh Dániel 87' |

| Kórház utcai stadion, Békéscsaba Nézőszám: 380 Játékvezető: Rúsz Márton |

| 2023. február 28. 20:00 Negyeddöntő |

| Mezőkövesd Zsóry FC | 1 – 4               | Zalaegerszegi TE FC                                                    |
| ------------------- | ------------------- | ---------------------------------------------------------------------- |
| Molnár Gábor 70'    | (0 – 1) Jegyzőkönyv | Bojan Sanković 24' Tajti Mátyás 74' Eduvie Ikoba 88' Huszti András 90' |

| Mezőkövesd Városi Stadion, Mezőkövesd Nézőszám: 986 Játékvezető: Káprály Mihály |

| 2023. április 4. 20:00 Elődöntő |

| Zalaegerszegi TE FC | 1 – 0 (h.u.)        | Puskás Akadémia FC |
| ------------------- | ------------------- | ------------------ |
| Karlo Bartolec 119' | (0 – 0) Jegyzőkönyv |                    |

| ZTE Aréna, Zalaegerszeg Nézőszám: 2081 Játékvezető: Vad II. István |

| 2023. május 3. 19:30 Döntő |

| Budafoki MTE | 0 – 2 (h.u.)        | Zalaegerszegi TE FC                       |
| ------------ | ------------------- | ----------------------------------------- |
|              | (0 – 0) Jegyzőkönyv | Németh Dániel 117' Szalay Szabolcs 120+2' |

| Puskás Aréna, Budapest Nézőszám: 24152 Játékvezető: Vad II. István |